# Viktor von Xanten

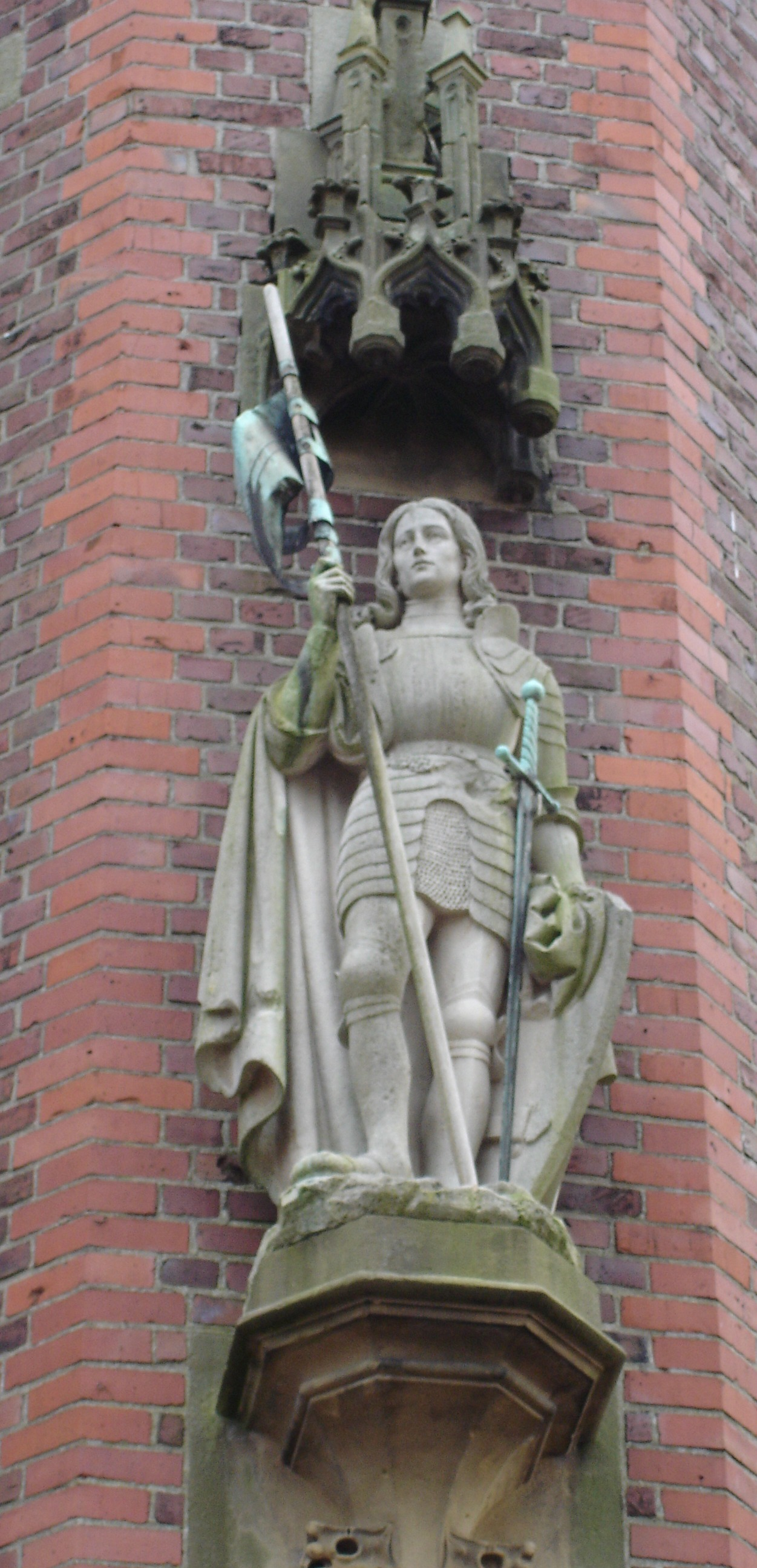
Statue des heiligen Viktors an der Seite der Kirche St. Viktor in Birten

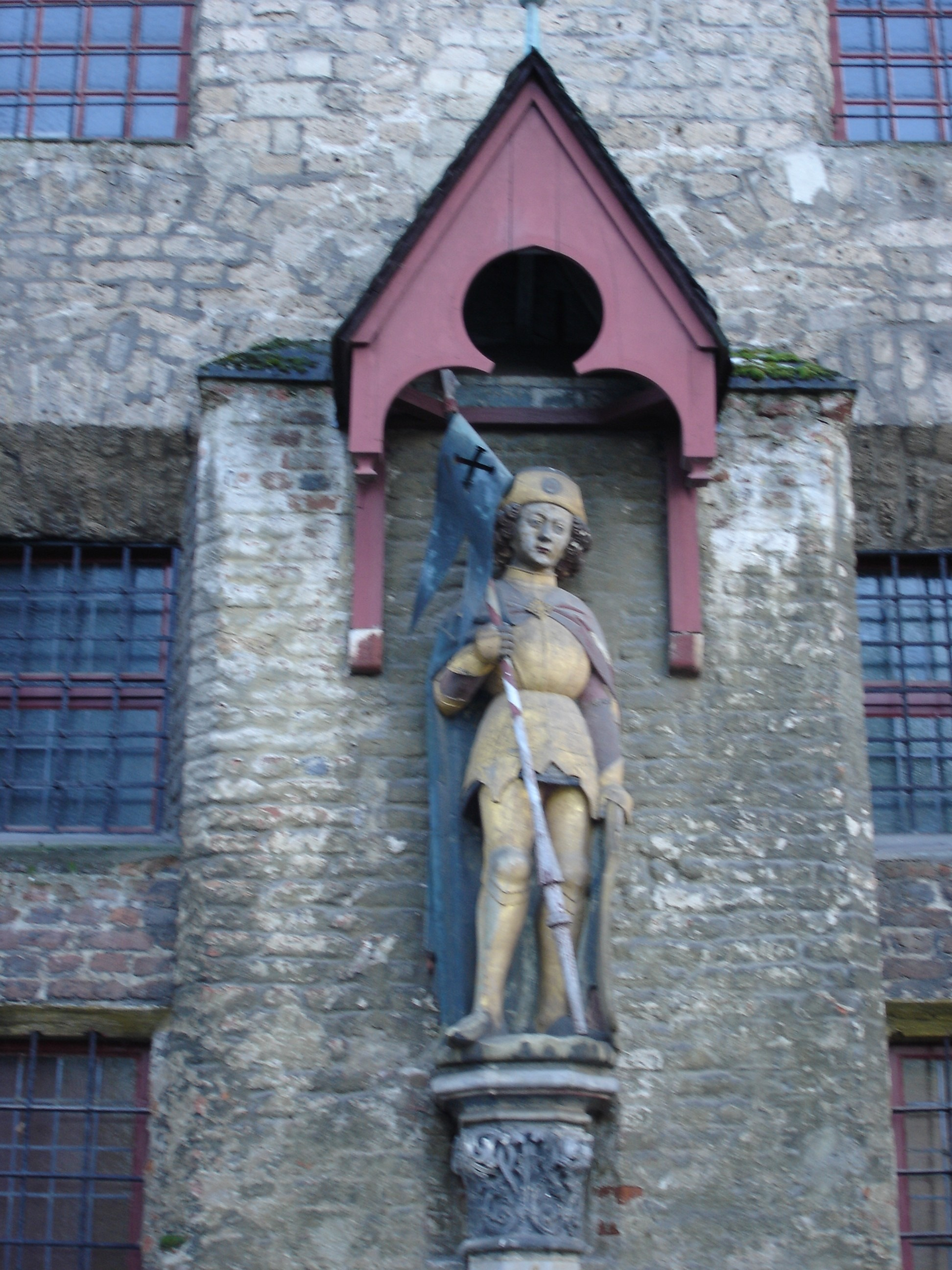
Darstellung Viktors an der Stiftskirche St. Viktor in Xanten, 1468 von Meister Blankenbyl erstellt

Viktor von Xanten (St. Viktor) ist ein Märtyrer der katholischen und der orthodoxen Kirche. Die vermutlichen Gebeine des heiligen Viktors werden seit dem 12. Jahrhundert in einem Schrein aufbewahrt, der heute in den Hochaltar des Xantener Stiftskirche St. Viktor eingebettet ist. Sein Gedenktag ist der 10. Oktober.

## Die Legende des heiligen Viktor
Der erstmals in der Schrift „Passio sanctorum Gereonis, Victoris, Cassi et Florentii Thebaeorum martyrum“ eines unbekannten Verfassers aus dem 11. Jahrhundert niedergeschriebenen Legende nach war der christliche Viktor Praefectus cohortis einer Kohorte der Thebäischen Legion, die zum Ende des 3. Jahrhunderts zunächst zweifach dezimiert und schließlich ausnahmslos hingerichtet wurde, da sie sich weigerte, den römischen Göttern zu opfern. Die von Viktor geführte Kohorte soll dem Blutbad bei St. Maurice d’Agaune zwar zunächst entgangen sein, wurde dann aber in Vetera bei Xanten aufgegriffen und erlitt ebenfalls das Martyrium. Viktors Leichnam soll daraufhin in einen nahegelegenen Sumpf geworfen worden sein.
Ähnlich der Legende Gereons von Köln zählt auch zur Legende Viktors die Kaiserin Helena von Konstantinopel, die die Gebeine des heiligen Viktor und seiner Gefährten geborgen und ihnen zu Ehren eine Kapelle errichtet haben soll.
Als weiterer Märtyrer der Thebäischen Legion ist Victor von Solothurn überliefert. Zwar nicht als Angehöriger der Legion, aber mit deren Schicksal eng verbunden, ist dies auch der Märtyrer Victor von Agaunum. Da der Name Viktor im Kontext der Thebäischen Legion somit für mehrere Märtyrer verwendet wird, wurde für diese vermutet, es könnte sich um verschiedene Versionen der gleichen Verehrung handeln. Naheliegender ist jedoch die Verwendung des Wortes Victor (Latein für Sieger) nicht als Name, sondern als Titel, der den Märtyrern als „Sieger Christi“ zuteilwurde.

## Historischer Kern

### Historische Überlieferungen
Obwohl das Martyrium Viktors schon im 3. Jahrhundert stattgefunden haben soll, ist eine Verehrung des heiligen Viktor in Xanten erstmals im 9. Jahrhundert belegbar. So sollen Viktors Gebeine im Jahr 863 für kurze Zeit nach Köln überführt worden sein, um sie vor den Normannen zu bewahren, die zu dieser Zeit am unteren Rheinverlauf plünderten und dabei auch Xanten und die dortige Kirche zu Ehren Viktors verwüsteten.
Die Heiligenverehrung in Xanten stand demnach schon bei ihrer frühesten Erwähnung in voller Blüte – wann die Gebeine Viktors allerdings geborgen worden sind und wann ihm zu Ehren eine Kirche errichtet wurde, ist nicht überliefert. Bereits um das Jahr 590 schrieb jedoch Gregor von Tours in seiner Schrift „Liber in gloria Martyrum“ über den Ausbau einer Gedächtnisstätte zu einer Kapelle durch den Kölner Bischof Everigisil bei „Bertuna“. Dieses „Bertuna“ kann mit dem heutigen Xantener Ortsteil Birten gleichgesetzt werden, wodurch die Errichtung der Kapelle im heutigen Xantener Ortskern wahrscheinlich erscheint, wo der Bau mehrerer Grabkapellen im 4. Jahrhundert archäologisch nachgewiesen ist (vgl. Abschnitt 2.2). Gregor von Tours erwähnt jedoch ausdrücklich die Errichtung zu Ehren des heiligen Mallosus, dessen Gebeine bis dahin noch nicht geborgen wurden, aber bald nach Errichtung der Kapelle durch eine Erscheinung offenbart worden sein sollen. Zu Viktor bemerkt Gregor von Tours eher beiläufig, dass auch seine Gebeine in der Nähe „Bertunas“ vermutet würden. Eine andere Auslegung interpretiert „Bertuna“ jedoch als das frühere Verdun im heutigen Frankreich, wo das Martyrium Mallosus’ wegen des heutigen Lokalheiligen Saint Maur wahrscheinlicher erscheint als in Xanten, wo die Verehrung Mallosus’ nach und nach durch die Viktor-Verehrung verdrängt wurde, bis Mallosus im 12. Jahrhundert sogar zu den Gefährten der Bonner Märtyrer Cassius und Florentius gezählt wurde. Ob Gregor von Tours in seiner Beschreibung von Xanten spricht, ist demnach zumindest fraglich.

### Archäologische Untersuchungen
Bei Ausgrabung durch Walter Bader unter der Xantener Stiftskirche in den 1930er Jahren konnte die Existenz mehrerer Grabkapellen auf dem römischen Gräberfeld der einstigen Colonia Ulpia Traiana und damit im heutigen Xantener Stadtzentrum nachgewiesen werden. Innerhalb einer dieser Grabkapellen wurde ein Doppelgrab aus dem 4. Jahrhundert entdeckt und die darin enthaltenen Gebeine in der daraufhin neu angelegten Krypta des Doms beigesetzt. Da die vermutlichen Gebeine Viktors bereits seit spätestens 863 im Besitz des Stifts und seit dem 12. Jahrhundert im Reliquienschrein des Doms eingebettet sein sollen, lag zunächst die Vermutung nahe, es könne sich um zwei der 330 Gefährten Viktors handeln. Bader vermutete gar, es handele sich um die wahren Gebeine Viktors – die im Schrein des Hochaltars eingebetteten Reliquien seien nur fälschlich für diese gehalten worden. Neuere Untersuchungen durch Thomas Otten, Clive Bridger und Frank Siegmund bringen das Doppelgrab jedoch in Verbindung mit den fränkischen Überfällen auf die römische Siedlung Tricensimae um das Jahr 352. In diesem Zusammenhang erwähnenswert ist der Fund eines enthaupteten Leichnams aus dem 4. Jahrhundert innerhalb der Grabkapellen, der als hoher römischer Beamter identifiziert wurde. Denkbar ist, dass es sich bei dem Fund um Flavius Victor handelt, den Sohn des 388 in Rom hingerichteten Usurpators Magnus Maximus, der von seinem Vater mit wenigen Truppenteilen am Rhein stationiert und von Arbogast getötet worden sein soll. Trotz der Namensgleichheit gilt es jedoch als unwahrscheinlich, dass die heutige Viktorverehrung aus einer eventuellen Verehrung Flavius Victors entstanden sein könnte.
Bei weiteren Untersuchungen im Xantener Stadtkern konnte die Erweiterung einer Grabkapelle während des 6. Jahrhunderts und damit im von Gregor von Tours angegebenen Zeitraum belegt werden. In einer zweiten Bauphase wurde vor 752 die von der Kapelle überdeckte Gruft durch eine Zwischenwand in zwei gleich große Kammern geteilt, von denen die nördliche in einer dritten Bauphase ausgehoben und mit Erde befüllt wurde. Für die Errichtung der mittlerweile dritten hier erbauten Kirche wurde auch die südliche Gruft ausgehoben und das Areal schließlich mit Estrich überbaut. Nur im südlichen Teil der Gruft konnten bei den Ausgrabungen noch wenige Reste eines menschlichen Skeletts entdeckt werden. Bemerkenswert ist die Gruft dennoch schon wegen ihrer Größe, die alle weiteren in Xanten gefundenen Gräber mit 3,6 × 2,6 Metern Umfang und mindestens 1,6 Metern Tiefe deutlich überragt und auf eine Ebene mit merowingischen Fürstengräbern gestellt wird. So liegt die Vermutung nahe, dass die Kapelle ursprünglich für Mallosus errichtet und in der zweiten Bauphase geteilt wurde, um auch die Gebeine Viktors aufzunehmen, die demnach vor 752 geborgen worden sein müssen. Bei der Aushebung der Nordhälfte sind dann die Gebeine Mallosus entfernt worden, während Viktors Gebeine noch bis zur Neuerrichtung der Xantener Kirche in der Grabkapelle verblieben. Die Errichtung der Gruft kann durch einen Münzfund (Prägejahr 347/350) allerdings nur bis ins ausgehende 4. Jahrhundert zurückdatiert werden, so dass die Jahreszahlen der Legende nicht mit den archäologischen Erkenntnisse übereinstimmen. Vielmehr wird die Gruft in die Amtszeit Julians datiert, für die es keinerlei Belege für eine Christenverfolgung in den westlichen Provinzen des römischen Reiches gibt, so dass ein Martyrium in diesem Zeitraum als unwahrscheinlich gilt.
Nach einer anderen Interpretation wird, basierend auf der zur Legende gehörenden Erhebung der Gebeine Viktors durch die Kaiserin Helena von Konstantinopel, der Xantener Ortskern als Fundort der Gebeine ausgeschlossen. Vielmehr sei der Fundort in den in der Antike im Stadtgebiet bestehenden Sümpfen zu suchen, in die der Leichnam Viktors geworfen worden sein soll und wo Helena ihm zu Ehren eine Kapelle errichtet haben soll. Tatsächlich ist eine Kapelle belegbar, die in trockengelegtem Sumpfgelände errichtet worden war und nach dem Bau der Stadtbefestigung Ende des 14. Jahrhunderts außerhalb der Stadtmauern lag, so dass sie abgerissen und durch eine 1401 neu errichtete Kapelle im Stadtzentrum ersetzt wurde. Obgleich diese Kapelle nicht Viktor, sondern Gereon von Köln geweiht war, lässt sich anhand von Rechnungen zum Abriss der außerhalb der Mauern gelegenen Kapelle schließen, dass deren Fundament aus Drachenfelser Trachyt bestand, welcher nur vor dem 5. Jahrhundert und erneut ab dem 12. Jahrhundert abgebaut wurde. So wurde die Kapelle entweder noch in der Antike und somit in der Zeit Helenas errichtet, oder, was wahrscheinlicher erscheint, mit Baumaterial aus den Ruinen der nahen römischen Colonia Ulpia Traiana errichtet. Begründet durch die Überlieferung, nach der Helena eine kreuzförmige Kapelle über einem Wasser führenden Gewölbe errichten ließ, vermutet Clive Bridger eine Verbindung zum Aquädukt der Ulpia Traiana, auch weil die Umgestaltung eines Wasserverteilers (castellum divisorum) zu einer Kirche andernorts bereits nachgewiesen werden konnte.
Letztlich konnte trotz verschiedensten Ansätzen kein abschließender Beweis für das Martyrium Viktors und eine durchgängige Märtyrerverehrung in Xanten erbracht werden. Im Gegenteil spricht vieles dafür, dass eine Märtyrer-Verehrung erst mit der Erweiterung der Kapelle durch Bischof Everigisil als Mallosus-Verehrung einsetzte und sich allmählich zu einer Viktor-Verehrung entwickelte, die nachträglich mit den Gräbern und Kapellen unter der Xantener Stiftskirche und der Legende der Thebäischen Legion in Verbindung gebracht wurde.

## Sonstiges

### Bedeutung für Xanten
In der zweiten Hälfte des 8. Jahrhunderts wurde um die merowingische Kirche in Xanten ein Stift angelegt, das man im Glauben, es über den Grabstätten Viktors und seiner Gefährten zu errichten, ad Sanctos (bei den Heiligen) nannte. Die Bezeichnung wurde auf die daraufhin entstehende Siedlung übertragen und entwickelte sich zum heutigen Ortsnamen Xanten, wo noch heute eine „Viktortracht“ genannte Prozession zum traditionellen Brauchtum der Kirchengemeinde St. Viktor gehört, obgleich die Wallfahrt nach Xanten seit dem Aufstreben der nahen Wallfahrtsorte Marienbaum und Kevelaer im 15. und 17. Jahrhundert beinahe zum Erliegen kam. Eine Anerkennung als Märtyrerstätte wurde vom Vatikan zweifach wegen fehlender Beweisbarkeit verwehrt, 1966 allerdings wurde die Krypta der Xantener Stiftskirche mit der Beisetzung mehrerer Opfer des Nationalsozialismus zur Gedenkstätte neuzeitlicher Märtyrer.

### Weitere Patrozinien
Siehe auch: St.-Viktor-Kirche, Xanten
Neben Xanten gilt der heilige Viktor auch in Birten, Damme, Merfeld bei Dülmen, Guntersblum, Hochkirchen, Schwerte und Oberbreisig im Bistum Trier als Kirchenpatron. Zumeist entstanden diese Patrozinien als Tochterkirchen des Xantener Stifts.

### Kirchliche Fürbitten
Das katholische Gebet- und Gesangbuch von 1975 kennt im Diözesananhang zwei Fürbitten als Gotteslob Nr. 809, die Viktor thematisieren. Die „Fürbitte des Heiligen Viktor und Gefährten“ und „Zum heiligen Viktor und seinen Gefährten“ lauten:
„Allmächtiger, ewiger Gott, du hast dem heiligen Viktor und seinen Gefährten die Kraft gegeben, ihren Glauben an Christus durch ihr Sterben zu bekennen. Komm unserer Schwachheit zu Hilfe, damit wir deine Wahrheit durch unser ganzes Leben bezeugen. Darum bitten wir durch Christus, unsern Herrn. Amen“.
„Heiliger Viktor, dein Name bedeutet ‚Sieg‘ im Geist Jesu Christi. Bis zur Hingabe des Lebens hast du mit deinen Gefährten dem Herrn die Treue bewahrt. So habt ihr euch als Opfergabe (victima) hingegeben und seid als Sieger (victor) für die Hochzeit des Lammes gekrönt worden. Erbittet für uns, dass auch wir die Menschenfurcht überwinden, die Bewährung des Lebens in der Kraft des Glaubens und der Liebe bestehen und so in unserer Zeit Zeugen für Jesus Christus und sein Reich werden. Amen“.